# Pollo chijaukai
El pollo chijaukay (o chi jau kay) es un plato de cocina chifa muy popular en el Perú.

## Descripción
El pollo chijaukay se elabora con muslos del pollo sin huesos, salsa mensi y harina de chuño. Antes de servir la carne se corta en trozos y se rocía una salsa hoisin y sésamo, después se adorna con cebollita china. Se sirve con arroz blanco o arroz chaufa como guarnición.
El nombre de este plato podría traducirse como "pollo en salsa de soya", siendo la combinación de las palabras 豉油 "salsa de soya" ("sillao") y 鸡 "pollo" .
El nombre de este plato proviene de la combinación del chino mandarín y del cantonés. La palabra 豉油鸡 se lee en cantonés como "si⁶ jau⁴ gai¹". El primer carácter "豉" que en cantonés es "si⁶", se lee en mandarín como "chǐ" ; además, recordando que la letra "j" en español se lee como la "h" del inglés y que el "gai" se lee en cantonés como si en español se usase la letra "k" para reemplazar a la "g". Obtendríamos el conocido nombre de Chijaukai.